# Sonjagaster
Sonjagaster (лат.) — род разнокрылых стрекоз в составе семейства булавобрюхов (Cordulegastridae).

## Описание
Крупные стрекозы с преимущественно чёрно-жёлтой окраской тела. Половой  диморфизм выражен слабо. Самки несколько крупнее самцов. Яйцеклад у самки большой, значительно длиннее анальных придатков, однако, яйца откладываются на лету в грунт, на небольшую глубину водоёмов и без сопровождения самца. Личинки обитают в проточных водоёмах. Характерно территориальное поведение самцов.
Ряд видов, как например булавобрюх увенчанный, являются типично горными (обитают на высотах 800—2000 м н. у. м.), не встречающимися на равнинах. Этот же вид является единственным представителем стрекоз, обитающих в горах Средней Азии, преимагинальные фазы которого могут развиваться в горных ручьях с преимущественно ледово-снеговым питанием

## Список видов
В состав рода входят следующие виды:
- Sonjagaster amasina (Morton, 1916)
- Sonjagaster charpentieri (Kolenati, 1846)
- Sonjagaster coronata (Morton, 1916 — Булавобрюх увенчанный
- Sonjagaster helladica Lohmann, 1993
- Sonjagaster insignis (Schneider, 1845)
- Sonjagaster montandoni (St. Quentin, 1971)
- Sonjagaster nobilis (Morton, 1916)